# North Port (Florida)
North Port ist eine Stadt im Sarasota County im US-Bundesstaat Florida. Das U.S. Census Bureau hat bei der Volkszählung 2020 eine Einwohnerzahl von 74.793 ermittelt.

## Geographie
Die Stadt liegt rund 40 Kilometer südlich von Sarasota und 120 Kilometer südlich von Tampa. Sie befindet sich am Myakka River, grenzt an den Myakka River State Park und liegt in unmittelbarer Nähe der Golfküste Floridas. North Port ist die größte Stadt der Metropolregion Sarasota.

## Demographische Daten
Laut der Volkszählung 2010 verteilten sich die damaligen 57.357 Einwohner auf 27.986 Haushalte. Die Bevölkerungsdichte lag bei 296,1 Einw./km². 87,6 % der Bevölkerung bezeichneten sich als Weiße, 7,0 % als Afroamerikaner, 0,3 % als Indianer und 1,2 % als Asian Americans. 1,8 % gaben die Angehörigkeit zu einer anderen Ethnie und 2,2 % zu mehreren Ethnien an. 8,7 % der Bevölkerung bestand aus Hispanics oder Latinos.
Im Jahr 2010 lebten in 32,9 % aller Haushalte Kinder unter 18 Jahren sowie 32,1 % aller Haushalte Personen mit mindestens 65 Jahren. 72,2 % der Haushalte waren Familienhaushalte (bestehend aus verheirateten Paaren mit oder ohne Nachkommen bzw. einem Elternteil mit Nachkomme). Die durchschnittliche Größe eines Haushalts lag bei 2,55 Personen und die durchschnittliche Familiengröße bei 2,95 Personen.
26,4 % der Bevölkerung waren jünger als 20 Jahre, 22,3 % waren 20 bis 39 Jahre alt, 26,5 % waren 40 bis 59 Jahre alt und 24,8 % waren mindestens 60 Jahre alt. Das mittlere Alter betrug 41 Jahre. 48,8 % der Bevölkerung waren männlich und 51,2 % weiblich.
Das durchschnittliche Jahreseinkommen lag bei 49.026 $, dabei lebten 9,7 % der Bevölkerung unter der Armutsgrenze.
Im Jahr 2000 war Englisch die Muttersprache von 88,50 % der Bevölkerung, spanisch sprachen 3,15 % und 8,35 % hatten eine andere Muttersprache.

## Sehenswürdigkeiten
Die Little Salt Springs und das Warm Mineral Springs Motel sind im National Register of Historic Places gelistet.

## Verkehr
North Port wird von der Interstate 75 sowie dem Tamiami Trail (U.S. 41) durchquert.
Der nächste Flughafen ist der rund 55 Kilometer nördlich gelegene Sarasota–Bradenton International Airport.